# Cyriakuskirche (Braunschweig)

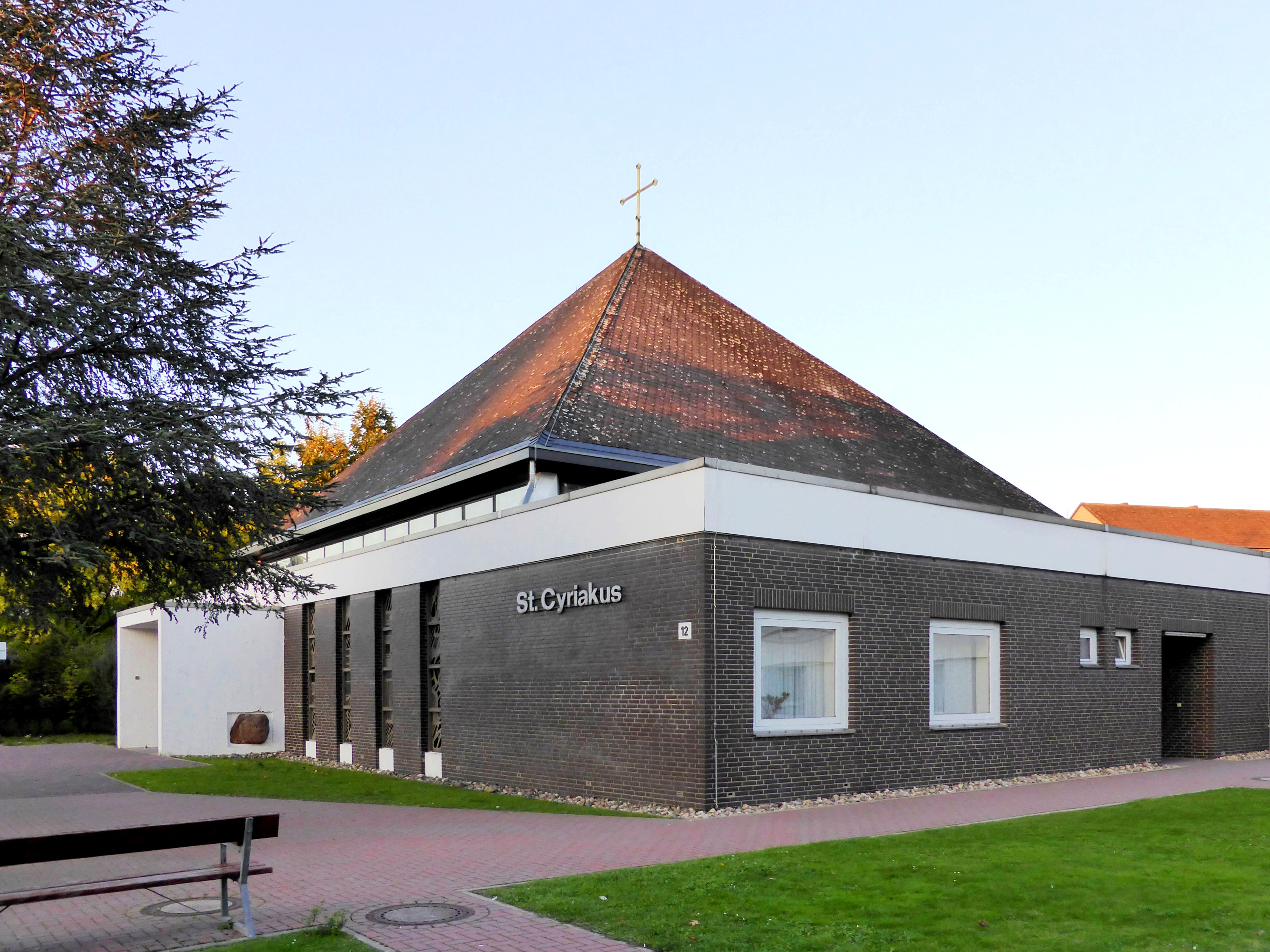
Cyriakuskirche

Die St.-Cyriakus-Kirche ist die römisch-katholische Pfarrkirche in der Weststadt, einem Stadtteil Braunschweigs. Die moderne Pfarrkirche der Pfarrgemeinde St. Cyriakus befindet sich in der Donaustraße 12 im Donauviertel. Sie gehört zum Dekanat Braunschweig des Bistums Hildesheim.

## Geschichte
In der Nachkriegszeit bestand auf dem Areal der heutigen Weststadt, in einem zuvor militärisch genutzten Bereich, bereits ein Raum für katholische Gottesdienste. Er diente vorwiegend ehemaligen polnischen Zwangsarbeitern, die nach Ende des Zweiten Weltkriegs nicht in ihre Heimat zurückkehrten.
Für die katholischen Einwohner der ab 1960 neu entstehenden Weststadt, die zunächst zur Pfarrei St. Joseph gehörten, fanden ab November 1964 Gottesdienste im neuen Kindergarten der Caritas an der Donaustraße statt. Am 15. August 1967 wurde aufgrund der stetig wachsenden Zahl der Katholiken in der Weststadt, die zu diesem Zeitpunkt auf etwa 1900 angewachsen war, eine katholische Pfarrvikarie errichtet. Sie wurde, wie auch der Cyriaksring, nach dem einstigen Cyriakusstift benannt und erhielt den heiligen Cyriakus als Namenspatron. Der Pfarrvikarie wurde neben der Weststadt auch der Ort Timmerlah zugeordnet. Als 1969 die Notkirche der evangelischen Gemeinde der Weststadt am Queckenberg frei wurde, zog die katholische Kirchengemeinde am 1. Dezember in die Baracke.
Im Herbst 1969 begannen die Planungen für die Kirche. Am 16. Oktober 1971 wurde der Grundstein für das neue Kirchengebäude gelegt. Die feierliche Grundsteinlegung wurde von Generalvikar Adalbert Sendker (1912–1993) vorgenommen, zu dieser Zeit war die Mitgliederzahl der Pfarrvikarie auf etwa 2800 Katholiken angewachsen. Am 10. Juni 1972 wurde das Gemeindezentrum übergeben, dort fanden ab diesem Tag die Gottesdienste statt. Am 23. Juni 1973 wurde die fertiggestellte St.-Cyriakus-Kirche von Bischof Heinrich Maria Janssen geweiht.
Auf Grund der Einwohnerzahl in der Weststadt war darüber hinaus der Bau einer zweiten katholischen Kirche geplant, dieses Vorhaben wurde jedoch nicht ausgeführt. Das dafür reservierte Baugrundstück an der Elbestraße wurde 1996 mit dem Kinder- und Jugendheim St. Nikolaus bebaut.
1975 wurde die Pfarrvikarie, zu der inzwischen über 4500 Katholiken gehörten, zur Kirchengemeinde erhoben. Am 1. Juni 1985 folgte die Erhebung zur Pfarrei, womit die Kirche von der Pfarrei St. Joseph unabhängig wurde. 1992 erfolgte eine künstlerische Neugestaltung der Kirche nach Entwürfen von Claus Kilian. Am 23. Juni 1998 wurde zum 25. Kirchweihjubiläum eine neue Pfeifenorgel eingeweiht, sie wurde von der Karl Schuke Berliner Orgelbauwerkstatt GmbH erbaut. 2008 wurde in der Kirche eine Statue des heiligen Cyriakus aus Holz aufgestellt.

## Architektur
St. Cyriakus wurde von den Braunschweiger Architekten Bernhard Schneemann und Günther Schniepp entworfen und befindet sich in rund 80 Meter Höhe über dem Meeresspiegel.
Die Kirche ist aus Ziegel- und Betonwänden auf rechteckigem Grundriss errichtet. Hinter einem Eingangsbereich folgt der eigentliche, quadratische Kirchraum. Er trägt ein Pyramidendach mit einem Kreuz auf der Spitze.
Die Wände sind unterbrochen durch farbige Betonglasflächen. An der farbigen Glasfassade zwischen der Wand und dem Dach befinden sich Motive aus dem Alten und dem Neuen Testament. Innen ist das Dach mit Holz verkleidet.
Im Eingangsbereich befindet sich der Grundstein, ein Felsblock, der in die Fassade des Eingangsportals eingelassen wurde. An der Außenseite befindet sich die Inschrift „St. Cyriakus“, an der Innenseite ein Kreuz und die Inschrift „1971“.
An die Cyriakuskirche ist die Marienkapelle angebaut.

## Weitere katholische Einrichtungen in der Weststadt
- Kindertagesstätte St. Maximilian Kolbe (Donaustraße 11) in Trägerschaft der Caritas.[1]
- Kinder- und Jugendhilfe-Einrichtung St. Nikolaus (Elbestraße 34) in Trägerschaft der Caritas. 1996 an ihrem heutigen Standort erbaut, zuvor befand sie sich in der Innenstadt.[2]